# Achim Tang

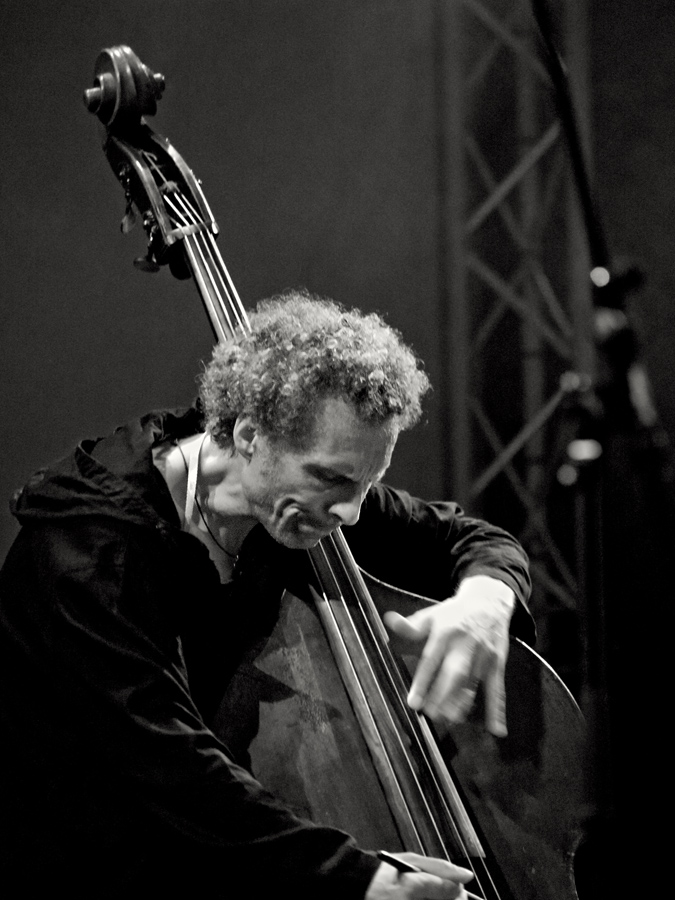
Achim Tang, Moers Festival 2007

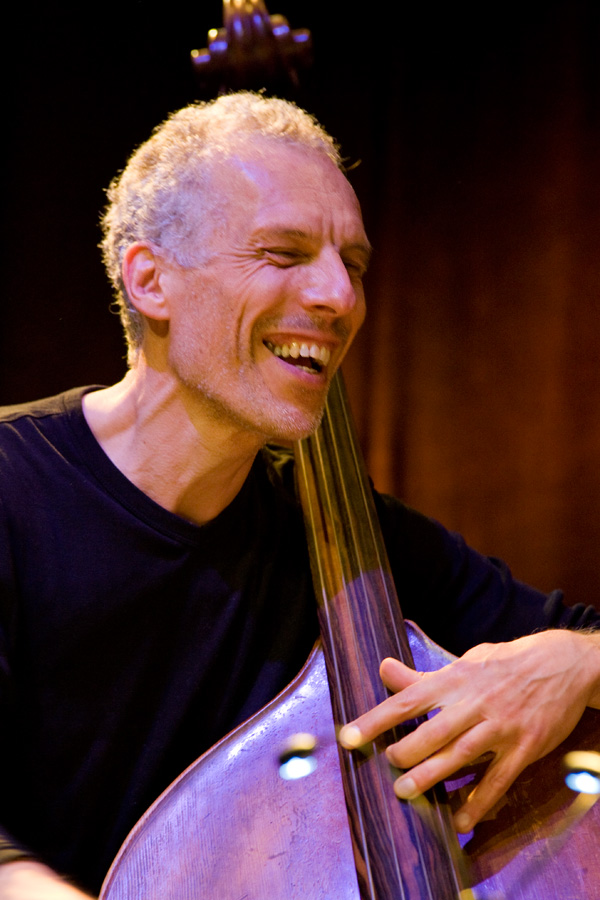
Achim Tang, Moers Festival 2011

Achim Tang (* 23. Dezember 1958 in Berlin) ist ein deutscher Bassist und Komponist, der auf dem Gebiet des Jazz, der Improvisationsmusik und der Weltmusik aktiv ist.

## Leben und Wirken
Tang studierte zunächst Trompete am Julius-Stern-Institut, seit 1984 spielt er Kontrabass. Nach einem Studium der klassischen Musik ging er 1987 nach Graz, wo er an der Jazzabteilung der Hochschule für Musik und darstellende Kunst studierte und 1992 das Konzertdiplom mit Auszeichnung erhielt. 1991 und 1992 war er Lehrbeauftragter am Kärntner Landeskonservatorium Klagenfurt. 1993 zog er nach Wien. Tang arbeitete u. a. mit Marc Ducret, Stojan Jankulow, Wolfgang Puschnig, Joachim Kühn, Linda Sharrock, Patrice Héral, Guy Klucevsek, Anatoly Vapirov, Jay Clayton, Deepak Ram, Max Nagl, Dominique Pifarély und David Tronzo zusammen.
Er wirkte an Projekten wie Body Poems (mit Akemi Takeya), Über die Verführung von Engeln (mit Paul Gulda) und Elements of Poerty (mit Oskar Aichinger) mit und nahm als Sideman mit Uli Rennert, Zoltán Lantos, Max Nagl, Marek Bałata und anderen auf. Daneben komponierte er auch Musiken zu Schauspiel- und Ballettaufführungen und zum Film Donau von Goran Rebic. Sein Werk In the Long Run, eine Komposition für drei Bläser, Schlagzeug und Kontrabass, wurde u. a. in Wien, Linz, Graz und Klagenfurt aufgeführt und 2002 als sein Debütalbum für das Label Extraplatte aufgenommen.
Mit Otto Lechner, João de Bruçó, Karl Ritter, Herbert Reisinger und Peter Kaizar bildet Tang die Musikercooperative Windhundrecords. Von 1997 bis 2002 wirkte er am Projekt Klangnetze zur Vermittlung neuer Musik in allgemeinbildenden Schulen mit. Seit 2006 lebt er in Köln, wo er in Zusammenarbeit mit der Rheinischen Musikschule ein  Projekt Klanglabor an zwei Kölner Hauptschulen leitet. 2009 arbeitete er mit Scott Fields und dem Multiple Joyce Orchestra (Moersbow / Ozzo, Clean Feed).
Tang wurde im Jahr 2011 als Improviser in Residence nach Moers berufen, um ein Jahr lang hier zu leben und zu arbeiten. Unter anderem trat er auf dem Moers Festival mit seinem Quartet Tørn auf, dem Philip Zoubek, Joe Hertenstein und Joris Rühl angehören.

## Diskographische Hinweise
- In the Long Run (2002, mit Heinrich von Kalnein, Klaus Gesing, Robert Bachner und Christian Salfellner)
- Muche Zoubek Tang Excerpts from Anything (2011)